# Маркарян 231
Маркарян 231 (англ. Markarian 231, UGC 8058) — сейфертовская галактика первого типа, открытая в 1969 году в ходе поиска галактик с сильным ультрафиолетовым излучением. Содержит ближайший из известных квазаров. В 2015 году было показано, что мощное активное ядро данной галактики может содержать сверхмассивную чёрную дыру. UGC 8058 находится на расстоянии около 581 млн световых лет от Солнца.

## Характеристики

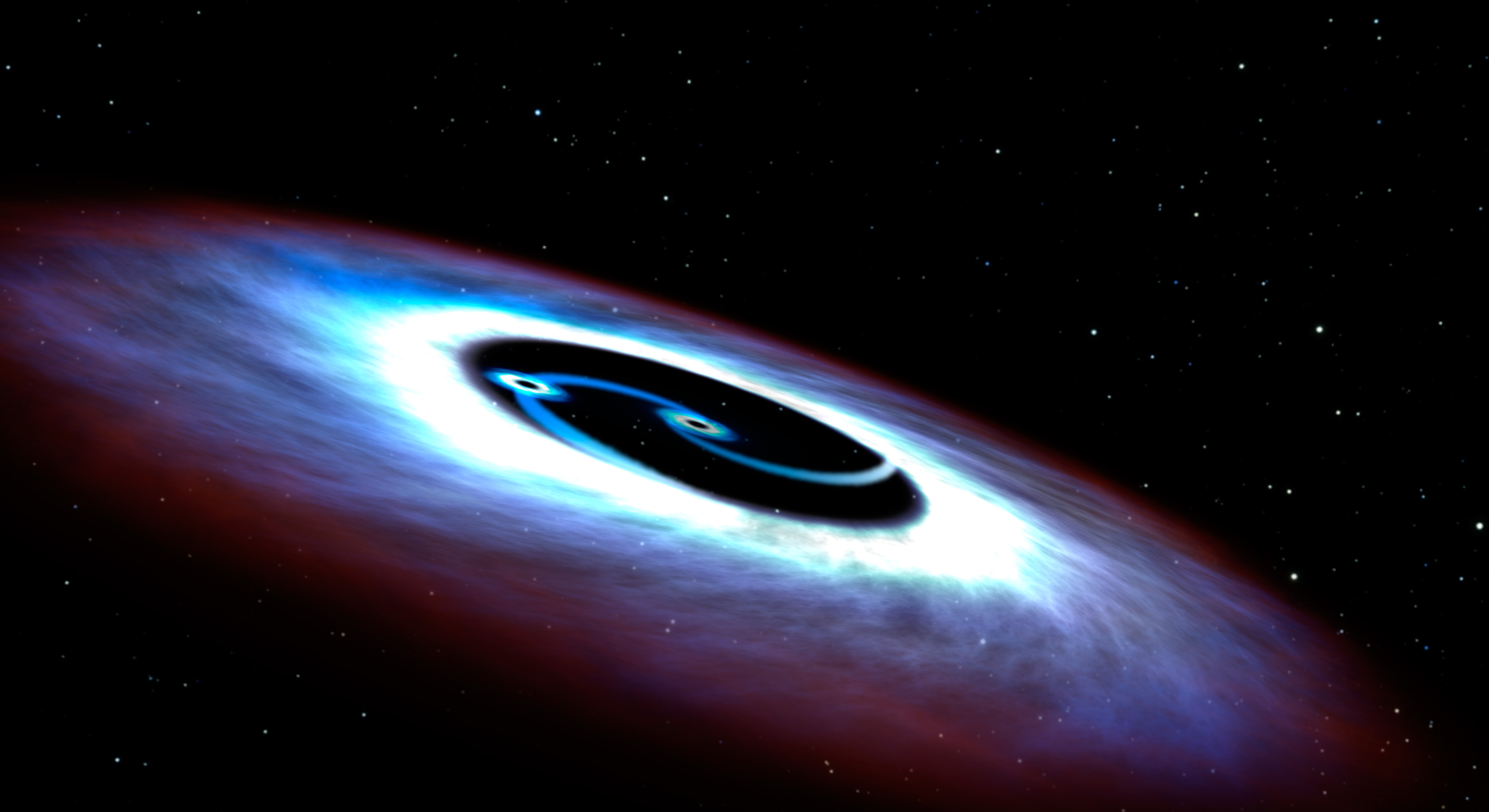
Двойная чёрная дыра в представлении художника.

Галактика в данный момент находится в стадии интенсивного звездообразования. В центре обнаружена кольцевая область активного звездообразования, темп звездообразования превышает значение 100 масс Солнца в год. Данная галактика представляет собой одну из наиболее ярких в инфракрасной части спектра галактик; энергия излучения создаётся при аккреции на центральную чёрную дыру. Исследование, проведённое в 2015 году, показало, что центральная чёрная дыра, чья масса оценивается в 150 млн масс Солнца, обладает компаньоном в виде чёрной дыры массой около 4 млн масс Солнца. Оба компонента обращаются по орбите друг вокруг друга с периодом около 1.2 года. Впоследствии оказалось, что данная модель не соответствует действительности.
В центре галактики Маркарян 231 радиотелескопы NOEMA и IRAM 30m впервые за пределами Млечного Пути обнаружили в спектре на длине волны 2,52 мм следы молекулярного кислорода.